# Полиглотизам
Полиглотизам (од стгрч.  — „много” и γλώττα — „говор”) означава способност појединца да се служи са више различитих језика. Особа која поседује ову способност назива се полиглота. Иако не постоји универзално прихваћена граница, термин се обично користи за људе који активно користе три или више језика, разликујући се тиме од билингвизма (познавање два језика). Полиглотизам може бити резултат одрастања у вишејезичној средини или свесног учења страних језика касније у животу. Сматра се значајном вештином која доноси когнитивне, друштвене и културне предности.

## Дефиниција и терминологија

### Полиглотизам наспрам вишејезичности
Термини полиглотизам и вишејезичност (мултилингвизам) се често користе као синоними. Ипак, понекад се прави разлика:
- Вишејезичност се може односити како на појединца, тако и на друштвену појаву где се у једној заједници или држави користи више језика (нпр. Швајцарска, Индија). Често подразумева језике стечене у раном детињству или кроз образовање у таквом окружењу.[3]
- Полиглотизам се некада фокусира на индивидуалну способност и често наглашава свесно и активно учење више страних језика током живота, вођено личним интересовањима и мотивацијом.[4]

### Нивои познавања језика
Бити полиглота не значи нужно имати савршено или матерње знање свих језика. Нивои познавања могу варирати од основне комуникације до потпуне течности у говору, писању, читању и слушању. Већина полиглота има један или два доминантна језика, док су остали на различитим нивоима компетенције према Заједничком европском референтном оквиру за језике (CEFR) или сличним скалама.

### Сродни термини
- Билингвизам: Познавање два језика.
- Трилингвизам: Познавање три језика.
- Хиперполиглота: Термин који се користи за особе које говоре изузетно велики број језика, често шест, десет или чак више. Примери укључују историјске личности попут кардинала Ђузепеа Мецофантија или савремене полиглоте.[5]

## Историја полиглотизма
Полиглотизам није модеран феномен. Кроз историју, познавање више језика било је уобичајено и неопходно у многим ситуацијама:
- Трговина и путовања: Пут свиле, медитеранска трговина и друге руте захтевале су познавање више језика за комуникацију.
- Царства и освајања: У великим царствима попут Римског, Османског или Аустроугарског, администратори, војници и образовани слојеви често су говорили више језика (латински, грчки, турски, немачки итд.).
- Религија и наука: Познавање светих или класичних језика (хебрејски, арамејски, грчки, латински, санскрит, арапски) било је кључно за верске учењаке и научнике током векова.
- Дипломатија: Дипломате су традиционално морале да владају језицима земаља са којима су комуницирали, при чему је француски дуго био lingua franca дипломатије.

Неке познате историјске личности које су биле полиглоте укључују Клеопатру VII, царицу Марију Терезију, филолога Хајнриха Шлимана и лингвистичко чудо кардинала Мецофантија, за кога се тврдило да је говорио преко 30 језика.

## Стицање више језика
Људи постају полиглоте на различите начине:
- Симултано стицање: Деца која одрастају у породицама где родитељи говоре различите језике или у вишејезичним заједницама могу научити два или више језика истовремено, као матерње.
- Сукцесивно стицање: Већина полиглота учи додатне језике након што су већ савладали матерњи, кроз формално образовање (школа, курсеви) или самостално учење.

### Фактори успеха у учењу језика
Иако постоји мит о "таленту за језике", истраживања показују да су многи фактори важни за успешно учење више језика:
- Мотивација: Снажна унутрашња или спољашња мотивација је кључна.
- Стратегије учења: Ефикасне методе попут редовног вежбања, коришћења система понављања са размаком (SRS), тражења прилика за конверзацију, имерзије (потпуног урањања у језик) и фокусирања на разумљив унос (comprehensible input).
- Време и доследност: Учење језика захтева време и редован напор.
- Изложеност језику: Активно слушање, читање и коришћење језика у реалним ситуацијама.
- Став према учењу: Отвореност ка грешкама и спремност на експериментисање.
- Старост: Иако деца често брже усвајају изговор, одрасли ученици могу бити веома успешни захваљујући развијеним когнитивним способностима, мотивацији и бољим стратегијама учења.

## Когнитивни аспекти
Истраживања у области психолингвистике и неуролингвистике сугеришу да познавање и коришћење више језика може имати позитивне ефекте на мозак и когнитивне функције:
- Побољшане извршне функције: Вишејезичне особе често показују боље резултате у задацима који захтевају пажњу, пребацивање између задатака (task switching), инхибицију (сузбијање ирелевантних информација) и радну меморију. Ово се објашњава сталном потребом мозга да управља са два или више језичка система.
- Металингвистичка свест: Способност размишљања о језику као систему, што може олакшати учење додатних језика.
- Одложено когнитивно старење: Неке студије указују да доживотни билингвизам или полиглотизам може одложити појаву симптома деменције, укључујући Алцхајмерову болест, за неколико година.[9]
- Структурне промене у мозгу: Истраживања су показала разлике у структури мозга код вишејезичних особа, као што је повећана густина сиве масе у одређеним регијама мозга.

Потенцијални изазови укључују могућност мешања језика (интерференција) или нешто спорије проналажење речи у поређењу са монолингвалним говорницима, али се ови ефекти сматрају минорним у односу на предности.

## Друштвени и културни аспекти
Полиглотизам има значајне импликације на друштвеном и културном нивоу:
- Међукултурно разумевање: Познавање језика отвара врата ка разумевању других култура, начина размишљања и вредности.
- Глобализација: У све повезанијем свету, полиглотизам је важна предност у међународном пословању, дипломатији, науци и туризму.
- Очување језичке разноликости: Полиглоте могу играти улогу у очувању мањинских или угрожених језика.
- Лични и професионални развој: Познавање више језика проширује могућности за образовање, запослење и лични развој.

## Познати полиглоти
Многе познате личности кроз историју и данас биле су или јесу полиглоте. Неки примери укључују:
- Ђузепе Мецофанти (1774–1849) – Италијански кардинал, легендарни хиперполиглота.
- Хајнрих Шлиман (1822–1890) – Немачки археолог, познат по томе што је сам научио велики број језика.
- Никола Тесла (1856–1943) – Проналазач и инжењер, говорио је више језика, укључујући српски, немачки, енглески, француски, италијански.
- Џ. Р. Р. Толкин (1892–1973) – Британски писац и филолог, познавао је бројне старе и модерне језике, и креирао сопствене.
- Като Ломб (1909–2003) – Мађарска преводитељка и једна од првих симултаних преводилаца у свету, познавала преко 16 језика.
- Ноам Чомски (рођен 1928) – Амерички лингвиста и филозоф, познаје више језика.
- Зијад Фазах (рођен 1954) – Либански полиглота, уписан у Гинисову књигу рекорда (иако је статус споран).
- Јоанис Иконому (Ioannis Ikonomou) – Преводилац за Европску комисију, познат по знању преко 30 језика.

## Полиглотска заједница
Са развојем интернета, формирала се активна глобална заједница полиглота. Постоје бројни:
- Онлајн форуми и групе: Места за размену искустава, савета и ресурса за учење језика.
- Јутјуб канали и блогови: Популарни полиглоти деле своје методе и мотивацију.
- Полиглотска окупљања: Конференције попут Polyglot Conference и Polyglot Gathering окупљају ентузијасте за језике из целог света ради дружења и учења.